# Сања Савић
Сања Савић Леш је српска фолк певачица, популарна деведесетих година двадесетог века као део Зам продукције. Издала је четири албума пре него што се повукла и одселила у иностранство.

## Дискографија
Албуми
- Пита нана - Сања и Алекс бенд (1993) (Југодиск)
- Није крај љубави (1994) (Зам)
- Крени стани (1995) (Зам)
- Сања Савић (албум) (1996) (ПГП РТС)

Синглови
- Пита нана (1993)
- Није крај љубави (1994)
- Друга лига (1994)
- Човек снова (1994)
- Круна писмо (1995)
- Ноћи од камена (1995)
- Тик так (1995)
- Па шта (1995)
- Бог што земљом хода
- Чаршија (са групом Фистик)

За већину синглова снимила је музичке спотове, а наступила је са песмом "Плави" у холанској емисији Паула де Леува као подршка југословенској фудбалској репрезентацији 